# Bruce Fairweather
Bruce Fairweather je americký kytarista ze Seattelu. V roce 1985 nahradil dosavadního kytaristu Green River Steva Turnera. Po rozpadu Green River tál u zrodu skupiny Mother Love Bone